# Fashion Rocks 2008
Fashion Rocks 2008 o Fashion Rocks5 (5 de septiembre de 2008) fue la quinta edición de la gala de la moda y la música conducido por Denis Leary (Rescue Me), en el que se presentan los más grandes diseñadores del mundo y también los más grandes de la música.

## Artistas
Los artistas más destacados de la noche fueron:
| Artistas Presentes                 |
| ---------------------------------- |
| Leighton Meester                   |
| Chace Crawford                     |
| Taylor Momsen                      |
| Blake Lively                       |
| Etta James                         |
| Timbaland                          |
| Miley Cyrus                        |
| Hayden Panettiere                  |
| Rihanna                            |
| Beyoncé                            |
| Mariah Carey                       |
| Keyshia Cole                       |
| Leona Lewis                        |
| Justin Timberlake                  |
| Ashanti                            |
| Ciara                              |
| Mary J. Blige                      |
| Kid Rock                           |
| Natasha Bedingfield                |
| The Pussycat Dolls                 |
| The Black Eyed Peas                |
| Chris Brown                        |
| Duffy                              |
| Lil' Wayne                         |
| Keith Urban                        |
| Chris Cornell                      |
| One Republic                       |
| Solange Knowles                    |
| Tyra Banks                         |
| Robin Antin                        |
| Lynyrd Skynyrd (Invitado especial) |

El tema que eligieron para la ceremonia fueron los diferentes tipos de música entre ellos el hip hop, jazz, blues, disco, rock y el R&B. Todo esto ocurrido en el Radio City Music Hall en New York. El dinero recaudado en la venta de los boletos se entregaron a la investigación del cancér del proyecto Stand Up To Cancer.

## Presentaciones Musicales
En la gala este es el orden en que se fueron presentando los artistas:
| Artista | Tema Musical         | Single                            | Honores                                                                               |
| --- | -------------------- | --------------------------------- | ------------------------------------------------------------------------------------- |
| Rihanna | R&B                  | Vogue                             | En honor a Madonna                                                                    |
| Beyoncé | R&B                  | At Last                           | En honor a Etta James                                                                 |
| Solange | R&B y Disco          | I Desided                         | -                                                                                     |
| Timbaland, One Republic, Chris Cornell y The Pussycat Dolls                                                                              | Hip Hop, R&B y Blues | Apologize, When I Grow Up         | -                                                                                     |
| Beyonce, Miley Cyrus, Rihanna, Ashanti, Natasha Bedengfield, Nicole Schezinger, Ciara, Mary J. Blige, Leona Lewis, Keyshia Cole y Fergie | -                    | Just Stand Up                     | En ayuda a los pacientes de cáncer y la investigación de una cura para esa enfermedad |
| Mariah Carey | Jazz y Disco         | I'm That Chick                    | -                                                                                     |
| Mary J. Blige y Kid Rock | Rock                 | Medley                            | -                                                                                     |
| Kid Rock y Lynyrd Skynyrd | Rock                 | The Last Summer                   | -                                                                                     |
| Keith Urban | Disco                | -                                 | -                                                                                     |
| Justin Timberlake | Jazz y Blues         | -                                 | -                                                                                     |
| Justin Timberlake y Beyoncé | Blues, R&B y Disco   | Ain't Nothing Like The Real Thing | -                                                                                     |
| Fergie y Debbie Harry | Punk                 | Call Me                           | En honor a Debbie Harry                                                               |
| Duffy | Blues                | -                                 | -                                                                                     |
| Chris Brown | Jazz y R&B           | Forever                           | -                                                                                     |